# سوتا هاماگوچی
سوتا هاماگوچی (انگلیسی: Sota Hamaguchi؛ زادهٔ ۲۲ مهٔ ۱۹۹۹) بازیکن فوتبال اهل ژاپن است.